# ده‌شمس‌کوچک
ده‌شمس‌کوچک، روستایی از توابع بخش نالوس شهرستان اشنویه در استان آذربایجان غربی ایران است.

## جمعیت
این روستا در دهستان اشنویه جنوبی قرار دارد و براساس سرشماری مرکز آمار ایران در سال ۱۳۸۵، جمعیت آن ۲۵۳ نفر (۴۲ خانوار) بوده‌است.